# E06SH
ビジネスケータイ E06SH（ビジネスケータイ イーゼロろくエスエイチ）は、シャープが日本国内向けに開発したauブランドを展開するKDDIおよび沖縄セルラー電話のCDMA 1X WIN対応音声用端末である。

## 概要
同時発表されたE05SHを元にSDIOインターフェイスとFelicaポートを省略し、代わりに大型のバーコードリーダーを搭載した法人専用機種。バーコードリーダーにレーザーを使用しているため、消費生活用製品安全法に基づく特別特定製品（携帯用レーザー応用装置）に該当する。本機種を業務用途で使用することを証明する端末使用者証明書を提出し、経済産業省の認可がなければ購入できない。また、本機種はグローバルパスポートCDMAに対応しているが、海外への持ち込みについても相手国の規制がかかる。

## 主な機能・サービス
- バーコードリーダー
- IPX5/IPX7相当の防水機能
- KDDI Business Outlook
- ビジネス便利パック
- GPS MAP
- ケータイオフィス
- Business EZ
- KDDI ビジネスコールダイレクト

| 主な対応サービス                                                                    | 主な対応サービス                        | 主な対応サービス                                             | 主な対応サービス                                                                                        |
| ----------------------------------------------------------------------------------- | --------------------------------------- | ------------------------------------------------------------ | --- |
| au LISTEN MOBILE SERVICE                                                            | LISMOビデオクリップ                     | LISMO Video                                                  | EZ「着うた／着うたミニ」 (ハイクオリティステレオ（HE-AAC）対応) EZ「着うたフル」 EZ「着うたフルプラス」 |
| au BOX                                                                              | ワイヤレスミュージック                  | au Smart Sports Run & Walk Karada Manager カロリーカウンター | EZナビウォーク                                                                                          |
| EZ助手席ナビ                                                                        | 安心ナビ                                | 災害時ナビ                                                   | ナカチェン                                                                                              |
| EZアプリ FullGame! Bluetooth対戦                                                    | EZアプリ(BREW)                          | オープンアプリプレイヤー                                     | PCサイトビューアー PCドキュメントビューアー                                                             |
| EZケータイアレンジ アレンジメニュー                                                 | au oneガジェット マルチプレイウィンドウ | じぶん銀行アプリ                                             | EZ・FM                                                                                                  |
| EZチャンネル EZチャンネルプラス EZニュースフラッシュ EZニュースEX （Web版のみ対応） | Touch Message                           | EZFeliCa                                                     | ケータイ de PCメール                                                                                    |
| デコレーションメール                                                                | デコレーションアニメ                    | au one メール                                                | 緊急通報位置通知                                                                                        |
| ワンセグ                                                                            | グローバルパスポート (CDMA・GSM)        | 赤外線通信 (irSimple)                                        | Bluetooth                                                                                               |

## 歴史
- 2009年1月21日　KDDI、およびシャープより公式発表
- 2009年2月25日　テレコムエンジニアリングセンターによる技術基準適合証明の工事設計認証（工事設計認証番号001XZAB1021、001ZYAB1019、001NXAB1020、001WWDB1122）
- 2009年5月22日　電気通信端末機器審査協会による技術基準適合認定の設計認証（設計認証番号AD09-0174001）
- 2009年8月5日　 全国発売

## 不具合修正および新機能追加
- 2009年9月17日　 不具合修正[2]
  - 音声通話時、相手側に音声が聞き取りづらい場合がある。
  - 文字入力画面において「*」を入力すると、電源がリセットする場合がある。
  - SSLサイトで大きなファイルアップロードを行うと時々接続が切断される場合がある。
- 2009年10月30日　不具合修正[3]
  - 特定のEZムービーをストリーミング再生すると、電源がリセットする場合がある。
  - 管理制限機能の機能制限のアドレス帳ロック(M4011)で「2: ON（利用不可）」を設定した場合でも、次の動作となるようにする。 
    - 発着信履歴を参照可能とする（ロックNo.の入力が必要）。
    - 不在着信通知を表示する。
    - 簡易留守メモ/通話音声メモの再生をできるようにする（ロックNo.の入力が必要）。

  - 文字入力画面において「*」を入力すると、電源がリセットする場合がある。
- 2010年3月25日　 不具合修正[4]
  - ケータイサイトの会員登録や登録済サイトへの接続がごく稀に正しくできない場合がある。
- 2011年4月14日　 新機能追加[5]
  - 新音声技術(EVRC-B)に対応する。
  - 基地局との通信を最適化し、通話品質を向上する。